# Puchar Świata w biathlonie 2016/2017 – Oberhof
Zawody Pucharu Świata w biathlonie w Oberhofie były czwartymi w sezonie 2016/2017 w tej dyscyplinie sportu. Konkurencje rozegrano w dniach 5–8 stycznia. Rywalizacja odbyła się w sprincie, biegu pościgowym i biegu masowym.

## Program zawodów
| Dzień      | Konkurencja             | Początek  | Liczba uczestników |
| ---------- | ----------------------- | --------- | ------------------ |
| 5 stycznia | Sprint mężczyzn         | 14:15 CET | 105                |
| 6 stycznia | Sprint kobiet           | 14:15 CET | 91                 |
| 7 stycznia | Bieg pościgowy mężczyzn | 11:30 CET | 60                 |
| 7 stycznia | Bieg pościgowy kobiet   | 14:40 CET | 60                 |
| 8 stycznia | Bieg masowy mężczyzn    | 12:30 CET | 30                 |
| 8 stycznia | Bieg masowy kobiet      | 14:40 CET | 30                 |

## Zestawienie medalistów

### Mężczyźni
| Konkurencja                        | Złoto                         | Srebro                       | Brąz                          |
| Sprint (10 km) szczegóły           | Julian Eberhard Austria (AUT) | Michal Šlesingr Czechy (CZE) | Dominik Windisch Włochy (ITA) |
| Bieg pościgowy (12,5 km) szczegóły | Martin Fourcade Francja (FRA) | Arnd Peiffer Niemcy (GER)    | Dominik Windisch Włochy (ITA) |
| Bieg masowy (15 km) szczegóły      | Simon Schempp Niemcy (GER)    | Erik Lesser Niemcy (GER)     | Martin Fourcade Francja (FRA) |

### Kobiety
| Konkurencja                      | Złoto                            | Srebro                           | Brąz                             |
| Sprint (7,5 km) szczegóły        | Gabriela Koukalová Czechy (CZE)  | Kaisa Mäkäräinen Finlandia (FIN) | Marie Dorin Habert Francja (FRA) |
| Bieg pościgowy (10 km) szczegóły | Marie Dorin Habert Francja (FRA) | Gabriela Koukalová Czechy (CZE)  | Kaisa Mäkäräinen Finlandia (FIN) |
| Bieg masowy (12,5 km) szczegóły  | Gabriela Koukalová Czechy (CZE)  | Laura Dahlmeier Niemcy (GER)     | Eva Puskarčíková Czechy (CZE)    |

## Wyniki

### Sprint mężczyzn
| Pozycja | Zawodnik            | Reprezentacja | Pudła | Wynik   | Strata |
| ------- | ------------------- | ------------- | ----- | ------- | ------ |
| 01 !    | Julian Eberhard     | Austria       | 1+0   | 27:26.8 | —      |
| 02 !    | Michal Šlesingr     | Czechy        | 0+1   | 27:37.6 | +10.8  |
| 03 !    | Dominik Windisch    | Włochy        | 0+1   | 28:07.1 | +40.3  |
| 4.      | Lukas Hofer         | Włochy        | 0+0   | 28:07.2 | +40.4  |
| 5.      | Erik Lesser         | Niemcy        | 0+2   | 28:08.0 | +41.2  |
| 6.      | Simon Schempp       | Niemcy        | 1+1   | 28:13.0 | +46.2  |
| 7.      | Emil Hegle Svendsen | Norwegia      | 0+1   | 28:15.2 | +48.4  |
| 8.      | Martin Fourcade     | Francja       | 0+3   | 28:18.1 | +51.3  |
| 9.      | Benjamin Weger      | Szwajcaria    | 0+0   | 28:18.6 | +51.8  |
| 10.     | Władimir Iliew      | Bułgaria      | 0+2   | 28:25.2 | +58.4  |

### Sprint kobiet
| Pozycja | Zawodniczka         | Reprezentacja | Pudła | Wynik   | Strata  |
| ------- | ------------------- | ------------- | ----- | ------- | ------- |
| 01 !    | Gabriela Koukalová  | Czechy        | 0+0   | 22:28.5 | —       |
| 02 !    | Kaisa Mäkäräinen    | Finlandia     | 0+2   | 22:49.8 | +21.3   |
| 03 !    | Marie Dorin Habert  | Francja       | 0+1   | 22:52.5 | +24.0   |
| 4.      | Anaïs Chevalier     | Francja       | 0+0   | 22:59.1 | +30.6   |
| 5.      | Maren Hammerschmidt | Niemcy        | 0+0   | 23:04.4 | +35.9   |
| 6.      | Dorothea Wierer     | Włochy        | 0+0   | 23:15.3 | +46.8   |
| 7.      | Ołena Pidhruszna    | Ukraina       | 0+0   | 23:19.8 | +51.3   |
| 8.      | Magdalena Gwizdoń   | Polska        | 0+0   | 23:24.9 | +56.4   |
| 9.      | Célia Aymonier      | Francja       | 0+2   | 23:31.0 | +1:02.5 |
| 10.     | Chardine Sloof      | Szwecja       | 0+0   | 23:41.4 | +1:12.9 |

### Bieg pościgowy mężczyzn
| Pozycja | Zawodnik            | Reprezentacja | Pudła   | Wynik   | Strata  |
| ------- | ------------------- | ------------- | ------- | ------- | ------- |
| 01 !    | Martin Fourcade     | Francja       | 0+1+0+0 | 36:45.7 | —       |
| 02 !    | Arnd Peiffer        | Niemcy        | 0+0+1+2 | 37:55.6 | +1:09.9 |
| 03 !    | Dominik Windisch    | Włochy        | 0+0+3+2 | 38:18.1 | +1:32.4 |
| 4.      | Emil Hegle Svendsen | Norwegia      | 1+1+2+1 | 38:18.3 | +1:32.6 |
| 5.      | Erik Lesser         | Niemcy        | 0+0+2+3 | 38:21.8 | +1:36.1 |
| 6.      | Anton Babikow       | Rosja         | 0+0+5+0 | 38:26.4 | +1:40.7 |
| 7.      | Michal Šlesingr     | Czechy        | 0+1+2+3 | 38:39.7 | +1:54.0 |
| 8.      | Henrik L’Abée-Lund  | Norwegia      | 0+0+3+2 | 38:41.0 | +1:55.3 |
| 9.      | Artem Pryma         | Ukraina       | 1+0+0+1 | 38:41.0 | +1:55.3 |
| 10.     | Maksim Cwietkow     | Rosja         | 0+1+0+3 | 38:49.6 | +2:03.9 |

### Bieg pościgowy kobiet
| Pozycja | Zawodniczka         | Reprezentacja | Pudła   | Wynik   | Strata  |
| ------- | ------------------- | ------------- | ------- | ------- | ------- |
| 01 !    | Marie Dorin Habert  | Francja       | 1+0+0+1 | 34:33.3 | —       |
| 02 !    | Gabriela Koukalová  | Czechy        | 0+0+1+2 | 35:11.6 | +38.3   |
| 03 !    | Kaisa Mäkäräinen    | Finlandia     | 1+0+1+2 | 35:52.4 | +1:19.1 |
| 4.      | Maren Hammerschmidt | Niemcy        | 0+1+1+3 | 36:39.2 | +2:05.9 |
| 5.      | Anaïs Bescond       | Francja       | 0+0+1+1 | 36:46.6 | +2:13.3 |
| 6.      | Vanessa Hinz        | Niemcy        | 1+0+1+0 | 36:56.7 | +2:23.4 |
| 7.      | Marte Olsbu         | Norwegia      | 1+0+0+1 | 37:05.7 | +2:32.4 |
| 8.      | Dorothea Wierer     | Włochy        | 0+1+2+1 | 37:07.7 | +2:34.4 |
| 9.      | Anaïs Chevalier     | Francja       | 0+1+0+3 | 37:11.5 | +2:38.2 |
| 10.     | Galina Wiszniewska  | Kazachstan    | 1+1+0+1 | 37:18.2 | +2:44.9 |

### Bieg masowy mężczyzn
| Pozycja | Zawodnik               | Reprezentacja | Pudła   | Wynik   | Strata  |
| ------- | ---------------------- | ------------- | ------- | ------- | ------- |
| 01 !    | Simon Schempp          | Niemcy        | 0+0+1+0 | 38:30.9 | —       |
| 02 !    | Erik Lesser            | Niemcy        | 0+0+0+1 | 38:31.3 | +0.4    |
| 03 !    | Martin Fourcade        | Francja       | 0+0+2+0 | 38:31.3 | +0.4    |
| 4.      | Jean-Guillaume Béatrix | Francja       | 0+0+1+0 | 38:44.1 | +13.2   |
| 5.      | Ole Einar Bjørndalen   | Norwegia      | 0+0+0+1 | 38:50.4 | +19.5   |
| 6.      | Benedikt Doll          | Niemcy        | 0+1+1+0 | 39:18.7 | +47.8   |
| 7.      | Emil Hegle Svendsen    | Norwegia      | 0+0+1+1 | 39:23.7 | +52.8   |
| 8.      | Anton Babikow          | Rosja         | 0+1+0+1 | 39:24.0 | +53.1   |
| 9.      | Michal Krčmář          | Czechy        | 0+2+1+0 | 39:29.8 | +58.9   |
| 10.     | Benjamin Weger         | Szwajcaria    | 0+0+1+0 | 39:31.7 | +1:00.8 |

### Bieg masowy kobiet
| Pozycja | Zawodniczka          | Reprezentacja     | Pudła   | Wynik   | Strata  |
| ------- | -------------------- | ----------------- | ------- | ------- | ------- |
| 01 !    | Gabriela Koukalová   | Czechy            | 0+0+0+0 | 37:20.5 | —       |
| 02 !    | Laura Dahlmeier      | Niemcy            | 0+0+1+0 | 37:52.0 | +31.5   |
| 03 !    | Eva Puskarčíková     | Czechy            | 0+0+0+0 | 38:05.9 | +45.4   |
| 4.      | Galina Wiszniewska   | Kazachstan        | 0+0+0+1 | 38:32.1 | +1:11.6 |
| 5.      | Julija Dżima         | Ukraina           | 1+0+2+0 | 38:33.1 | +1:12.6 |
| 6.      | Franziska Hildebrand | Niemcy            | 0+1+0+1 | 38:34.5 | +1:14.0 |
| 7.      | Selina Gasparin      | Szwajcaria        | 0+0+0+1 | 38:48.2 | +1:27.7 |
| 8.      | Kaisa Mäkäräinen     | Finlandia         | 4+0+1+2 | 39:00.4 | +1:39.9 |
| 9.      | Susan Dunklee        | Stany Zjednoczone | 0+0+1+2 | 39:04.0 | +1:43.5 |
| 10.     | Marte Olsbu          | Norwegia          | 1+1+1+0 | 39:07.1 | +1:46.6 |

## Klasyfikacje po zawodach w Nové Město na Moravě
| Miejsce | Zawodnik             | Punkty |
| ------- | -------------------- | ------ |
| 1.      | Martin Fourcade      | 610    |
| 2.      | Anton Szypulin       | 379    |
| 3.      | Simon Schempp        | 370    |
| 4.      | Erik Lesser          | 347    |
| 5.      | Maksim Cwietkow      | 329    |
| 6.      | Arnd Peiffer         | 326    |
| 7.      | Emil Hegle Svendsen  | 312    |
| 8.      | Ole Einar Bjørndalen | 311    |
| 9.      | Johannes Thingnes Bø | 308    |
| 10.     | Julian Eberhard      | 280    |

| Miejsce | Zawodniczka          | Punkty |
| ------- | -------------------- | ------ |
| 1.      | Gabriela Koukalová   | 479    |
| 2.      | Laura Dahlmeier      | 464    |
| 3.      | Kaisa Mäkäräinen     | 448    |
| 4.      | Marie Dorin Habert   | 426    |
| 5.      | Dorothea Wierer      | 356    |
| 6.      | Franziska Hildebrand | 305    |
| 7.      | Justine Braisaz      | 299    |
| 8.      | Tatjana Akimowa      | 285    |
| 9.      | Eva Puskarčíková     | 280    |
| 10.     | Marte Olsbu          | 270    |

| Miejsce | Zawodnik            | Punkty |
| ------- | ------------------- | ------ |
| 1.      | Martin Fourcade     | 214    |
| 2.      | Emil Hegle Svendsen | 154    |
| 3.      | Julian Eberhard     | 132    |

| Miejsce | Zawodniczka        | Punkty |
| ------- | ------------------ | ------ |
| 1.      | Kaisa Mäkäräinen   | 191    |
| 2.      | Gabriela Koukalová | 172    |
| 3.      | Marie Dorin Habert | 162    |

| Miejsce | Zawodnik        | Punkty |
| ------- | --------------- | ------ |
| 1.      | Simon Schempp   | 114    |
| 2.      | Martin Fourcade | 108    |
| 3.      | Erik Lesser     | 84     |

| Miejsce | Zawodniczka        | Punkty |
| ------- | ------------------ | ------ |
| 1.      | Gabriela Koukalová | 120    |
| 2.      | Laura Dahlmeier    | 108    |
| 3.      | Dorothea Wierer    | 72     |

| Miejsce | Zawodnik        | Punkty |
| ------- | --------------- | ------ |
| 1.      | Martin Fourcade | 228    |
| 2.      | Anton Szypulin  | 161    |
| 3.      | Maksim Cwietkow | 146    |

| Miejsce | Zawodniczka        | Punkty |
| ------- | ------------------ | ------ |
| 1.      | Marie Dorin Habert | 179    |
| 2.      | Kaisa Mäkäräinen   | 172    |
| 3.      | Gabriela Koukalová | 163    |